# Amik Robertson
Amik Robertson (Thibodaux, 6 luglio 1998) è un giocatore di football americano statunitense che milita nel ruolo di cornerback per i Detroit Lions della National Football League (NFL).

## Carriera

### Las Vegas Raiders
Simpson al college giocò a football alla Louisiana Tech University dal 2017 al 2019. Fu scelto dai Las Vegas Raiders nel corso del quarto giro (139º assoluto) del Draft NFL 2020. Nella sua stagione da rookie disputò 8 partite mettendo a segno 4 tackle.
Nella settimana 4 della stagione 2022 Robertson recuperò un fumble di Melvin Gordon dei Denver Broncos, ritornando il pallone per 68 yard in touchdown e contribuendo alla prima vittoria stagionale dei Raiders.
Nel Monday Night Football del quinto turno della stagione 2023, Robertson fu decisivo mettendo a segno un intercetto su Jordan Love nell'ultimo drive dei Green Bay Packers che stavano tentando la rimonta, chiudendo la partita in favore dei Raiders. Terminò l'annata giocando in tutte le 17 gare della stagione regolare, di cui 12 da titolare, con due intercetti, un fumble forzato e un sack.

### Detroit Lions
Il 13 marzo 2024 firmó da free agent un contratto biennale da 9,25 milioni di dollari con i Detroit Lions.